# Ludwig Steindorff
Ludwig Steindorff (* 7. Februar 1952 in Hamburg) ist ein deutscher Historiker.

## Leben
Steindorff studierte Geschichte, Slavistik und Germanistik in Heidelberg und Zagreb. Er legte 1978 das Erste Staatsexamen ab und wurde 1981 in Heidelberg promoviert. Von 1981 bis 1991 war er Wissenschaftlicher Mitarbeiter an der Westfälischen Wilhelms-Universität Münster, wo er 1990 habilitiert wurde. Von 1991 bis 1997 war Hochschuldozent in Münster, wo er 1997 außerplanmäßiger Professor wurde und von 1997 bis 2000 im DFG-Projekt Bolschewistische Kirchenpolitik tätig war. Außerdem war Gastdozent in Zagreb und Budapest und Lehrbeauftragter in Düsseldorf und Wuppertal. Er vertrat einen Lehrstuhl in Köln. Von 2000 bis 2017 lehrte er als Professor für Geschichte Ost- und Südosteuropas an der Christian-Albrechts-Universität zu Kiel, wo er 2002 bis 2008 im Graduiertenkolleg Imaginatio borealis mitarbeitete und von 2006 bis 2008 Prodekan für Studium und Prüfungen der Philosophischen Fakultät war. Von 2006 bis 2015 war er ständiger Delegierter der CAU im Philosophischen Fakultätentag. Seit 2009 war er wissenschaftlicher Leiter der Schleswig-Holsteinischen Universitäts-Gesellschaft.
Seine Forschungsschwerpunkte sind Geschichte Altrusslands, mittelalterliche Stadtgeschichte Südosteuropas, nationale und konfessionelle Identität in Südosteuropa seit dem 19. Jahrhundert und Staat und Kirche im Sozialismus.

## Schriften (Auswahl)
- Die dalmatinischen Städte im 12. Jahrhundert. Studien zu ihrer politischen Stellung und gesellschaftlichen Entwicklung (= Veröffentlichungen des Instituts für Vergleichende Städtegeschichte in Münster. Band 20). Böhlau, Köln u. a. 1984, ISBN 3-412-00484-7 (zugleich Dissertation, Heidelberg 1981).
- Memoria in Altrußland. Untersuchungen zu den Formen christlicher Totensorge (= Quellen und Studien zur Geschichte des östlichen Europa. Band 38). Steiner, Stuttgart 1994, ISBN 3-515-06195-9 (zugleich Habilitationsschrift, Münster 1990).
- Hochschulreform in Kroatien. Das kroatische Hochschulgesetz vom 18. Oktober 1993 (= Dokumente zur Hochschulreform. Band 99). Hochschulrektorenkonferenz, Bonn 1995, OCLC 928222115.
- als Herausgeber: Das Speisungsbuch von Volokolamsk. Eine Quelle zur Sozialgeschichte russischer Klöster im 16. Jahrhundert. Kormovaja kniga Iosifo-Volokolamskogo monastyrja (= Bausteine zur slavischen Philologie und Kulturgeschichte. N. F. Band 12). Böhlau, Köln u. a. 1998, ISBN 3-412-09597-4.
- als Herausgeber mit Cay Lienau: Ethnizität, Identität und Nationalität in Südosteuropa. Beiträge zu einem Präsentationstag der Südosteuropa-Forschung an der Universität Münster am 27.11.1998 (= Südosteuropa-Studien. Band 64). Südosteuropa-Ges., München 1999, ISBN 3-925450-83-1.
- Kroatien. Vom Mittelalter bis zur Gegenwart (= Ost- und Südosteuropa. Geschichte der Länder und Völker). Pustet, Regensburg u. a. 2001, ISBN 3-7917-1734-0.
  - Povijest Hrvatske od srednjeg vijeka do danas. Jesenski i Turk, Zagreb 2006, ISBN 953-222-228-6.
  - Kroatien. Vom Mittelalter bis zur Gegenwart (= Ost- und Südosteuropa. Geschichte der Länder und Völker). 2. aktualisierte und erw. Aufl., Pustet, Regensburg u. a. 2007, ISBN 978-3-7917-2100-2.
  - Croazia. Storia nazionale e vocazione europea (= Beit storia). Beit casa ed., Triest 2008, ISBN 978-88-95324-03-6.
- als Herausgeber mit Rudolf Jaworski und Jan Kusber: Gedächtnisorte in Osteuropa. Vergangenheiten auf dem Prüfstand (= Kieler Werkstücke. Band 6). Lang, Frankfurt am Main u. a. 2003, ISBN 3-631-50681-3.
- als Herausgeber: Partei und Kirchen im frühen Sowjetstaat. Die Protokolle der Antireligiösen Kommission beim Zentralkomitee der Russischen Kommunistischen Partei (Bol'seviki) 1922–1929 (= Geschichte – Forschung und Wissenschaft. Band 11). LIT, Berlin u. a. 2007, ISBN 3-8258-8604-2.
- als Herausgeber mit Martin Aust: Russland 1905. Perspektiven auf die erste Russische Revolution (= Kieler Werkstücke. Band 9). Lang, Frankfurt am Main u. a. 2007, ISBN 3-631-55990-9.
- als Herausgeber: Religion und Integration im Moskauer Russland. Konzepte und Praktiken, Potentiale und Grenzen 14.–17. Jahrhundert (= Forschungen zur osteuropäischen Geschichte. Band 76). Harrassowitz, Wiesbaden 2010, ISBN 978-3-447-06116-2.
- als Herausgeber mit Oliver Auge: Monastische Kultur als transkonfessionelles Phänomen. Beiträge einer deutsch-russischen interdisziplinären Tagung in Vladimir und Suzdal. (= Veröffentlichungen des Deutschen Historischen Instituts Moskau. Band 4). De Gruyter Oldenbourg, Berlin u. a. 2016, ISBN 3-11-037822-1.
- Geschichte Kroatiens. Vom Mittelalter bis zur Gegenwart. Friedrich Pustet, Regensburg 2020, ISBN 978-3-7917-3132-2.